# Italien i olympiska sommarspelen 2012
Italien deltog i de olympiska sommarspelen 2012 som ägde rum i London i Storbritannien mellan den 27 juli och den 12 augusti 2012.

## Medaljörer
| Medalj | Namn                                                                 | Sport      | Gren                      |
| ------ | -------------------------------------------------------------------- | ---------- | ------------------------- |
| Guld   | Michele Frangilli Marco Galiazzo Mauro Nespoli                       | Bågskytte  | Herrar lag                |
| Guld   | Elisa Di Francisca                                                   | Fäktning   | Damernas florett          |
| Guld   | Daniele Molmenti                                                     | Kanotsport | Herrarnas K-1 slalom      |
| Guld   | Arianna Errigo Elisa Di Francisca Ilaria Salvatori Valentina Vezzali | Fäktning   | Damernas florett          |
| Guld   | Valerio Aspromonte Giorgio Avola Andrea Baldini Andrea Cassarà       | Fäktning   | Herrarnas florett         |
| Guld   | Jessica Rossi                                                        | Skytte     | Damernas Trap             |
| Guld   | Niccolò Campriani                                                    | Skytte     | Herrarnas 50 meter gevär  |
| Guld   | Carlo Molfetta                                                       | Taekwondo  | Tungvikt                  |
| Silver | Clemente Russo                                                       | Boxning    | Tungvikt, 91 kg           |
| Silver | Roberto Cammarelle                                                   | Boxning    | Supertungvikt, +91 kg     |
| Silver | Luca Tesconi                                                         | Skytte     | Herrarnas 10 m luftpistol |
| Silver | Niccolo Campriani                                                    | Skytte     | Herrarnas 10 m luftgevär  |
| Silver | Massimo Fabbrizi                                                     | Skytte     | Herrarnas trap            |
| Silver | Arianna Errigo                                                       | Fäktning   | Damernas florett          |
| Silver | Diego Occhiuzzi                                                      | Fäktning   | Herrarnas sabel           |
| Brons  | Vincenzo Mangiacapre                                                 | Boxning    | Lätt weltervikt, 64 kg    |
| Brons  | Valentina Vezzali                                                    | Fäktning   | Damernas florett          |
| Brons  | Rosalba Forciniti                                                    | Judo       | Damernas 52 kg            |

## Badminton
- Huvudartikel: Basket vid olympiska sommarspelen 2012

| Spelare          | Gren      | Gruppnivå                   | Gruppnivå                    | Gruppnivå         | Gruppnivå        | Eliminering       | Kvartsfinal       | Semifinal         | Final / brons     | Final / brons |
| Spelare          | Gren      | Motståndare Poäng           | Motståndare Poäng            | Motståndare Poäng | Placering        | Motståndare Poäng | Motståndare Poäng | Motståndare Poäng | Motståndare Poäng | Placering     |
| ---------------- | --------- | --------------------------- | ---------------------------- | ----------------- | ---------------- | ----------------- | ----------------- | ----------------- | ----------------- | ------------- |
| Agnese Allegrini | Damsingel | Tee J Y (MAS) L 7–21, 14–21 | Bae Y-j (KOR) L 11–21, 15–21 | 3                 | Gick inte vidare | Gick inte vidare  | Gick inte vidare  | Gick inte vidare  | Gick inte vidare  |               |

## Bordtennis
- Huvudartikel: Bordtennis vid olympiska sommarspelen 2012

| Spelare        | Gren       | Inledande omgång     | Runda 1               | Runda 2                 | Runda 3              | Runda 4              | Kvartsfinal          | Semifinal            | Final                | Final            |
| Spelare        | Gren       | Motståndare Resultat | Motståndare Resultat  | Motståndare Resultat    | Motståndare Resultat | Motståndare Resultat | Motståndare Resultat | Motståndare Resultat | Motståndare Resultat | Placering        |
| -------------- | ---------- | -------------------- | --------------------- | ----------------------- | -------------------- | -------------------- | -------------------- | -------------------- | -------------------- | ---------------- |
| Mihai Bobocica | Herrsingel | Bye                  | Pereira (CUB) W 4–0   | Schlager (AUT) L 2–4    | Gick inte vidare     | Gick inte vidare     | Gick inte vidare     | Gick inte vidare     | Gick inte vidare     | Gick inte vidare |
| Tan Wenling    | Damsingel  | Bye                  | Oshonaike (NGR) W 4–0 | Tichomirova (RUS) L 3–4 | Gick inte vidare     | Gick inte vidare     | Gick inte vidare     | Gick inte vidare     | Gick inte vidare     | Gick inte vidare |

## Boxning
- Huvudartikel: Boxning vid olympiska sommarspelen 2012

Herrar
| Boxare               | Gren            | Sextondelsfinal      | Åttondelsfinal          | Kvartsfinal               | Semifinal              | Final                 | Final            |
| Boxare               | Gren            | Motståndare Resultat | Motståndare Resultat    | Motståndare Resultat      | Motståndare Resultat   | Motståndare Resultat  | Placering        |
| -------------------- | --------------- | -------------------- | ----------------------- | ------------------------- | ---------------------- | --------------------- | ---------------- |
| Manuel Cappai        | Lätt flugvikt   | Barriga (PHI) L 7–17 | Gick inte vidare        | Gick inte vidare          | Gick inte vidare       | Gick inte vidare      | Gick inte vidare |
| Vincenzo Picardi     | Flugvikt        | Bye                  | Tögstsogt (MGL) L 16–17 | Gick inte vidare          | Gick inte vidare       | Gick inte vidare      | Gick inte vidare |
| Vittorio Parrinello  | Bantamvikt      | Matheus (NAM) W 18–7 | Campbell (GBR) L 9–11   | Gick inte vidare          | Gick inte vidare       | Gick inte vidare      | Gick inte vidare |
| Domenico Valentino   | Lättvikt        | Bye                  | Taylor (GBR) W 15–10    | Petrauskas (LTU) L 14–16  | Gick inte vidare       | Gick inte vidare      | Gick inte vidare |
| Vincenzo Mangiacapre | Lätt weltervikt | Bye                  | Káté (HUN) W 20–14      | Jeleussinov (KAZ) W 16–12 | Iglesias (CUB) L 8–15  | Gick inte vidare      | 3                |
| Clemente Russo       | Tungvikt        | i.u.                 | Silva (ANG) W WO        | Larduet (CUB) W 12–10     | Mammadov (AZE) W 15–13 | Usyk (UKR) L 11–14    | 2                |
| Roberto Cammarelle   | Supertungvikt   | i.u.                 | Perea (ECU) W 18–10     | Arjaoui (MAR) W 12–11     | Majidov (AZE) W 13–12  | Joshua (GBR) L 18–18+ | 2                |

## Brottning
- Huvudartikel: Brottning vid olympiska sommarspelen 2012

Herrar, grekisk-romersk stil
| Brottare          | Gren   | Kvalomgång           | Åttondelsfinal         | Kvartsfinal          | Semifinal            | Återkval 1           | Återkval 2           | Final / brons        | Final / brons |
| Brottare          | Gren   | Motståndare Resultat | Motståndare Resultat   | Motståndare Resultat | Motståndare Resultat | Motståndare Resultat | Motståndare Resultat | Motståndare Resultat | Placering     |
| ----------------- | ------ | -------------------- | ---------------------- | -------------------- | -------------------- | -------------------- | -------------------- | -------------------- | ------------- |
| Daigoro Timoncini | -96 kg | Bye                  | Aleksanjan (ARM) L 0–3 | Gick inte vidare     | Gick inte vidare     | Gick inte vidare     | Gick inte vidare     | Gick inte vidare     | 17            |

## Bågskytte
- Huvudartikel: Bågskytte vid olympiska sommarspelen 2012

Herrar
| Bågskytt                                       | Gren                   | Ranking-runda | Ranking-runda | 32-delsfinal              | Sextondelsfinal   | Åttondelsfinal                  | Kvartsfinal        | Semifinal            | Final             | Final            |
| Bågskytt                                       | Gren                   | Poäng         | Seedning      | Motståndare Poäng         | Motståndare Poäng | Motståndare Poäng               | Motståndare Poäng  | Motståndare Poäng    | Motståndare Poäng | Placering        |
| ---------------------------------------------- | ---------------------- | ------------- | ------------- | ------------------------- | ----------------- | ------------------------------- | ------------------ | -------------------- | ----------------- | ---------------- |
| Michele Frangilli                              | Herrarnas individuella | 662           | 37            | Hrachov (UKR) (28) L 3–7  | Gick inte vidare  | Gick inte vidare                | Gick inte vidare   | Gick inte vidare     | Gick inte vidare  | Gick inte vidare |
| Marco Galiazzo                                 | Herrarnas individuella | 662           | 36            | Serrano (MEX) (29) L 2–6  | Gick inte vidare  | Gick inte vidare                | Gick inte vidare   | Gick inte vidare     | Gick inte vidare  | Gick inte vidare |
| Mauro Nespoli                                  | Herrarnas individuella | 674           | 11            | Chen Y-c (TPE) (54) L 2–6 | Gick inte vidare  | Gick inte vidare                | Gick inte vidare   | Gick inte vidare     | Gick inte vidare  | Gick inte vidare |
| Michele Frangilli Marco Galiazzo Mauro Nespoli | Herrarnas lagtävling   | 1998          | 6             | i.u.                      | i.u.              | Kinesiska Taipei (11) W 216–206 | Kina (3) W 220–216 | Mexiko (7) W 217–215 | USA (4) W 219–218 | 1                |

Damer
| Bågskytt                                    | Gren                  | Ranking-runda | Ranking-runda | 32-delsfinal              | Sextondelsfinal        | Åttondelsfinal          | Kvartsfinal            | Semifinal         | Final             | Final            |
| Bågskytt                                    | Gren                  | Poäng         | Seedning      | Motståndare Poäng         | Motståndare Poäng      | Motståndare Poäng       | Motståndare Poäng      | Motståndare Poäng | Motståndare Poäng | Placering        |
| ------------------------------------------- | --------------------- | ------------- | ------------- | ------------------------- | ---------------------- | ----------------------- | ---------------------- | ----------------- | ----------------- | ---------------- |
| Pia Lionetti                                | Damernas individuella | 652           | 19            | Hultzer (RSA) (46) W 6–2  | Leek (USA) (14) W 6–4  | Tan Y-t (TPE) (3) W 6–2 | Román (MEX) (11) L 2–6 | Gick inte vidare  | Gick inte vidare  | Gick inte vidare |
| Jessica Tomasi                              | Damernas individuella | 635           | 44            | Choi H-J (KOR) (21) L 5–6 | Gick inte vidare       | Gick inte vidare        | Gick inte vidare       | Gick inte vidare  | Gick inte vidare  | Gick inte vidare |
| Natalia Valeeva                             | Damernas individuella | 650           | 24            | Kwon U-S (PRK) (41) W 7–3 | Perova (RUS) (9) L 2–6 | Gick inte vidare        | Gick inte vidare       | Gick inte vidare  | Gick inte vidare  | Gick inte vidare |
| Pia Lionetti Jessica Tomasi Natalia Valeeva | Damernas lagtävling   | 1937          | 10            | i.u.                      | i.u.                   | Kina (7) L 199–200      | Gick inte vidare       | Gick inte vidare  | Gick inte vidare  | Gick inte vidare |

## Cykling
- Huvudartikel: Cykling vid olympiska sommarspelen 2012

### Landsväg
Herrar
| Cyklist         | Gren      | Tid      | Placering |
| --------------- | --------- | -------- | --------- |
| Sacha Modolo    | Linjelopp | 5:46:51  | 99        |
| Luca Paolini    | Linjelopp | 5:46:05  | 9         |
| Vincenzo Nibali | Linjelopp | 5:46:53  | 101       |
| Elia Viviani    | Linjelopp | 5:46:37  | 38        |
| Marco Pinotti   | Linjelopp | 5:54:04  | 107       |
| Marco Pinotti   | Tempolopp | 52:49.28 | 5         |

Damer
| Cyklist          | Gren      | Tid      | Placering |
| ---------------- | --------- | -------- | --------- |
| Monia Baccaille  | Linjelopp | OTL      | OTL       |
| Giorgia Bronzini | Linjelopp | 3:35:56  | 5         |
| Noemi Cantele    | Linjelopp | 3:36:04  | 34        |
| Noemi Cantele    | Tempolopp | 41:51.18 | 22        |
| Tatiana Guderzo  | Linjelopp | 3:36:01  | 30        |
| Tatiana Guderzo  | Tempolopp | 41:48.94 | 21        |

### Bana
Omnium
| Cyklist      | Gren             | Flygande varv | Flygande varv | Poänglopp | Poänglopp | Elimineringslopp | Ind. förföljelse | Ind. förföljelse | Scratch   | Tidkval  | Tidkval   | Totalpoäng | Placering |
| Cyklist      | Gren             | Tid           | Placering     | Poäng     | Placering | Placering        | Tid              | Placering        | Placering | Tid      | Placering | Totalpoäng | Placering |
| ------------ | ---------------- | ------------- | ------------- | --------- | --------- | ---------------- | ---------------- | ---------------- | --------- | -------- | --------- | ---------- | --------- |
| Elia Viviani | Herrarnas omnium | 13.359        | 6             | 47        | 5         | 2                | 4:28.499         | 7                | 5         | 1:04.239 | 9         | 34         | 6         |

### Mountainbike

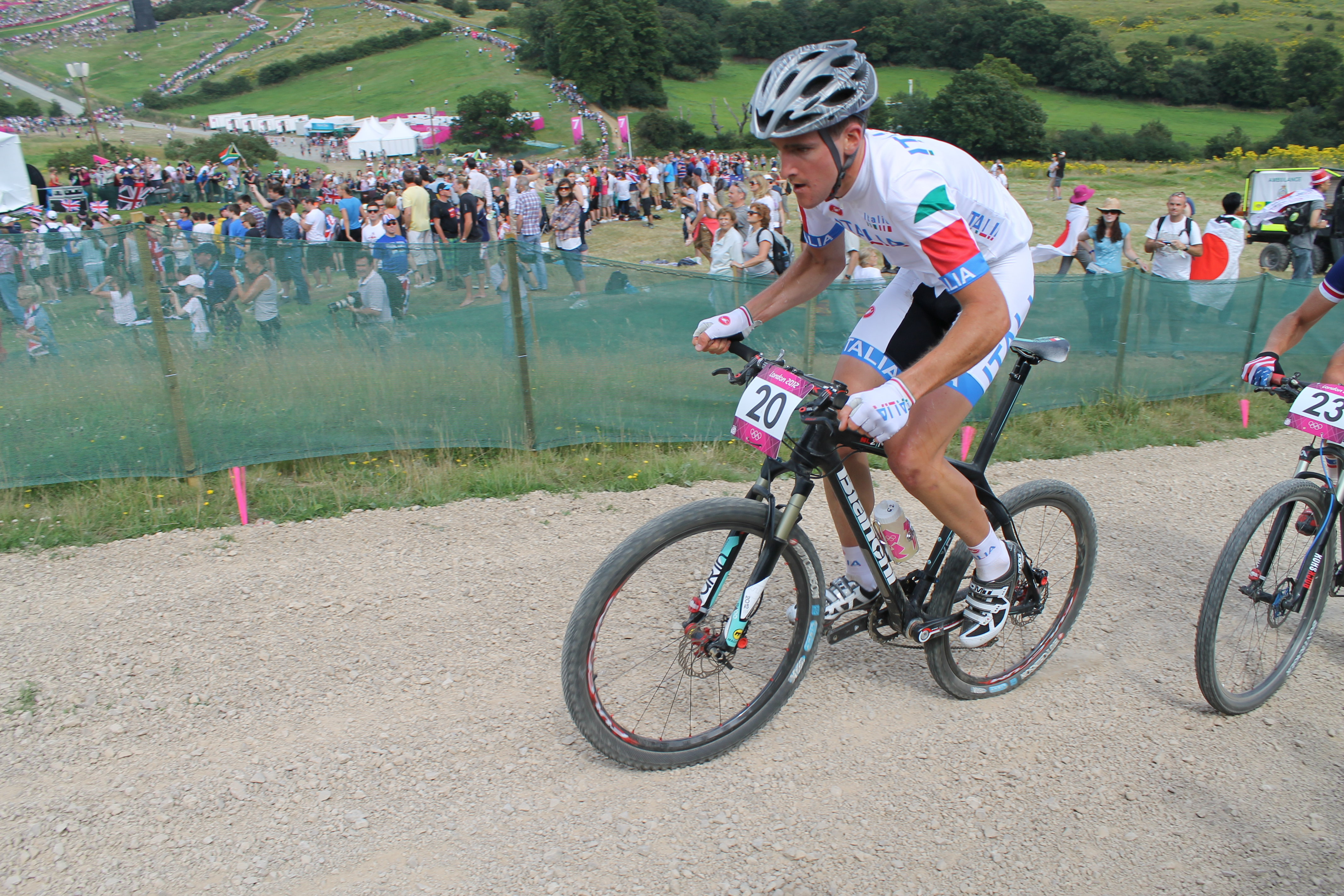
Gerhard Kerschbaumer i herrarnas terränglopp

| Cyklist               | Gren                  | Tid     | Placering |
| --------------------- | --------------------- | ------- | --------- |
| Marco Aurelio Fontana | Herrarnas terränglopp | 1:29:32 | 3         |
| Gerhard Kerschbaumer  | Herrarnas terränglopp | 1:32:02 | 13        |
| Eva Lechner           | Damernas terränglopp  | 1:37:36 | 17        |

### BMX
| Cyklist          | Gren          | Seedning | Seedning  | Kvartsfinal | Kvartsfinal | Semifinal        | Semifinal        | Final            | Final            |
| Cyklist          | Gren          | Resultat | Placering | Poäng       | Placering   | Poäng            | Placering        | Resultat         | Placering        |
| ---------------- | ------------- | -------- | --------- | ----------- | ----------- | ---------------- | ---------------- | ---------------- | ---------------- |
| Manuel De Vecchi | Herrarnas BMX | 38.385   | 18        | 29          | 7           | Gick inte vidare | Gick inte vidare | Gick inte vidare | Gick inte vidare |

## Friidrott
- Huvudartikel: Friidrott vid olympiska sommarspelen 2012

Förkortningar
- Notera – Placeringar gäller endast den tävlandes eget heat
- Q = Kvalificerade sig till nästa omgång via placering
- q = Kvalificerade sig på tid eller, i fältgrenarna, på placering utan att ha nått kvalgränsen
- NR = Nationellt rekord
- N/A = Omgången inte möjlig i grenen
- Bye = Idrottaren behövde inte delta i omgången

Herrar
Bana och väg
| Idrottare                                                                                   | Gren           | Heat     | Heat      | Semifinal | Semifinal | Final            | Final            |
| Idrottare                                                                                   | Gren           | Resultat | Placering | Resultat  | Placering | Resultat         | Placering        |
| ------------------------------------------------------------------------------------------- | -------------- | -------- | --------- | --------- | --------- | ---------------- | ---------------- |
| Emanuele Abate                                                                              | 110 m häck     | 13.46    | 4 q       | 13.35     | 4         | Gick inte vidare | Gick inte vidare |
| José Bencosme                                                                               | 400 m häck     | 49.35    | 3 Q       | 50.07     | 6         | Gick inte vidare | Gick inte vidare |
| Yuri Floriani                                                                               | 3 000 m hinder | 8:29.01  | 2 Q       | i.u.      | i.u.      | 8:40.07          | 13               |
| Daniele Meucci                                                                              | 5 000 m        | 13:28.71 | 8         | i.u.      | i.u.      | Gick inte vidare | Gick inte vidare |
| Daniele Meucci                                                                              | 10 000 m       | i.u.     | i.u.      | i.u.      | i.u.      | 28:57.46         | 24               |
| Fabio Cerutti Simone Collio Rosario La Mastra Davide Manenti Diego Marani Jacques Riparelli | 4 x 100 m      | 38.58    | 7         | i.u.      | i.u.      | Gick inte vidare | Gick inte vidare |
| Ruggero Pertile                                                                             | Maraton        | i.u.     | i.u.      | i.u.      | i.u.      | 2:12:45          | 10               |
| Giorgio Rubino                                                                              | 20 km gång     | i.u.     | i.u.      | i.u.      | i.u.      | 1:25:28          | 42               |
| Marco De Luca                                                                               | 50 km gång     | i.u.     | i.u.      | i.u.      | i.u.      | 3:47:19          | 17               |

Fältgrenar
| Idrottare          | Gren          | Kval  | Kval      | Final            | Final            |
| Idrottare          | Gren          | Längd | Placering | Längd            | Placering        |
| ------------------ | ------------- | ----- | --------- | ---------------- | ---------------- |
| Gianmarco Tamberi  | Höjdhopp      | 2.21  | 21        | Gick inte vidare | Gick inte vidare |
| Fabrizio Donato    | Tresteg       | 16.86 | 8 q       | 17.48            | 3                |
| Daniele Greco      | Tresteg       | 17.00 | 4 q       | 17.34            | 4                |
| Lorenzo Povegliano | Släggkastning | 71.55 | 27        | Gick inte vidare | Gick inte vidare |
| Nicola Vizzoni     | Släggkastning | 74.79 | 10 q      | 76.07            | 8                |

Damer
Bana och väg
| Idrottare                                                                                             | Event      | Heat     | Heat      | Semifinal        | Semifinal        | Final            | Final            |
| Idrottare                                                                                             | Event      | Resultat | Placering | Resultat         | Placering        | Resultat         | Placering        |
| --- | ---------- | -------- | --------- | ---------------- | ---------------- | ---------------- | ---------------- |
| Gloria Hooper                                                                                         | 200 m      | 23.25    | 6         | Gick inte vidare | Gick inte vidare | Gick inte vidare | Gick inte vidare |
| Libania Grenot                                                                                        | 400 m      | 52.13    | 3 Q       | 51.18            | 3                | Gick inte vidare | Gick inte vidare |
| Marzia Caravelli                                                                                      | 100 m häck | 13.01    | 3 Q       | DSQ              | DSQ              | Gick inte vidare | Gick inte vidare |
| Elena Romagnolo                                                                                       | 5 000 m    | 15:06.38 | 9 q       | i.u.             | i.u.             | 15:35.69         | 15               |
| Silvia Weissteiner                                                                                    | 5 000 m    | 15:06.81 | 7         | i.u.             | i.u.             | Gick inte vidare | Gick inte vidare |
| Nadia Ejjafini                                                                                        | 5 000 m    | 15:24.70 | 14        | i.u.             | i.u.             | Gick inte vidare | Gick inte vidare |
| Nadia Ejjafini                                                                                        | 10 000 m   | i.u.     | i.u.      | i.u.             | i.u.             | 31:57.03         | 18               |
| Giulia Arcioni Chiara Bazzoni Elena Maria Bonfanti Libania Grenot Manuela Gentili Maria Enrica Spacca | 4 x 400 m  | 3:29.01  | 7         | i.u.             | i.u.             | Gick inte vidare | Gick inte vidare |
| Rosaria Console                                                                                       | Maraton    | i.u.     | i.u.      | i.u.             | i.u.             | 2:30:09          | 30               |
| Anna Incerti                                                                                          | Maraton    | i.u.     | i.u.      | i.u.             | i.u.             | 2:29:38          | 29               |
| Valeria Straneo                                                                                       | Maraton    | i.u.     | i.u.      | i.u.             | i.u.             | 2:25:27          | 8                |
| Eleonora Giorgi                                                                                       | 20 km gång | i.u.     | i.u.      | i.u.             | i.u.             | 1:29:48          | 14               |
| Elisa Rigaudo                                                                                         | 20 km gång | i.u.     | i.u.      | i.u.             | i.u.             | 1:27:36          | 7                |

Fältgrenar
| Idrottare        | Gren          | Kval  | Kval      | Final            | Final            |
| Idrottare        | Gren          | Längd | Placering | Längd            | Placering        |
| ---------------- | ------------- | ----- | --------- | ---------------- | ---------------- |
| Simona La Mantia | Tresteg       | 13.92 | 18        | Gick inte vidare | Gick inte vidare |
| Chiara Rosa      | Kulstötning   | 18.30 | 15        | Gick inte vidare | Gick inte vidare |
| Silvia Salis     | Släggkastning | 10.84 | 36        | Gick inte vidare | Gick inte vidare |

## Fäktning
- Huvudartikel: Fäktning vid olympiska sommarspelen 2012

Herrar
| Idrottare                                                      | Gren                  | Omgång 1          | Omgång 2              | Omgång 3                | Kvartsfinal                | Semifinal                | Final / BM             | Final / BM       |
| Idrottare                                                      | Gren                  | Motståndare Poäng | Motståndare Poäng     | Motståndare Poäng       | Motståndare Poäng          | Motståndare Poäng        | Motståndare Poäng      | Placering        |
| -------------------------------------------------------------- | --------------------- | ----------------- | --------------------- | ----------------------- | -------------------------- | ------------------------ | ---------------------- | ---------------- |
| Paolo Pizzo                                                    | Värja, individuellt   | i.u.              | Leung (HKG) W 15–14   | Bouzaid (SEN) W 15–11   | Limardo (VEN) L 12–15      | Gick inte vidare         | Gick inte vidare       | Gick inte vidare |
| Valerio Aspromonte                                             | Florett, individuellt | Bye               | Dărăban (ROU) W 15–11 | Bachmann (GER) W 15–11  | Lei S (CHN) L 8–15         | Gick inte vidare         | Gick inte vidare       | Gick inte vidare |
| Andrea Baldini                                                 | Florett, individuellt | Bye               | Miyake (JPN) W 15–6   | Imboden (USA) W 15–9    | Tjeremisinov (RUS) W 15–5  | Lei S (CHN) L 11–15      | Choi B-C (KOR) L 14–15 | 4                |
| Andrea Cassarà                                                 | Florett, individuellt | Bye               | Samandi (TUN) W 15–7  | Ota (JPN) W 15–14       | Abouelkassem (EGY) L 10–15 | Gick inte vidare         | Gick inte vidare       | Gick inte vidare |
| Valerio Aspromonte Giorgio Avola Andrea Baldini Andrea Cassarà | Florett, lag          | i.u.              | i.u.                  | i.u.                    | Storbritannien W 45–40     | USA W 45–24              | Japan W 45–39          | 1                |
| Aldo Montano                                                   | Sabel, individuellt   | Bye               | Pryiemka (BLR) W 15–9 | Occhiuzzi (ITA) L 13–15 | Gick inte vidare           | Gick inte vidare         | Gick inte vidare       | Gick inte vidare |
| Diego Occhiuzzi                                                | Sabel, individuellt   | Bye               | Liu X (CHN) W 15–9    | Montano (ITA) W 15–13   | Morehouse (USA) W 15–9     | Dumitrescu (ROM) W 15–11 | Szilágyi (HUN) L 8–15  | 2                |
| Luigi Tarantino                                                | Sabel, individuellt   | Bye               | Hartung (GER) L 14–15 | Gick inte vidare        | Gick inte vidare           | Gick inte vidare         | Gick inte vidare       | Gick inte vidare |
| Aldo Montano Diego Occhiuzzi Luigi Tarantino Luigi Samele      | Sabel, lag            | i.u.              | i.u.                  | i.u.                    | Belarus W 45–44            | Sydkorea L 37–45         | Ryssland W 45–40       | 3                |

Damer
| Idrottare                                                                | Gren                  | Omgång 1          | Omgång 2                    | Omgång 3                  | Kvartsfinal            | Semifinal             | Final / BM                 | Final / BM       |
| Idrottare                                                                | Gren                  | Motståndare Poäng | Motståndare Poäng           | Motståndare Poäng         | Motståndare Poäng      | Motståndare Poäng     | Motståndare Poäng          | Placering        |
| ------------------------------------------------------------------------ | --------------------- | ----------------- | --------------------------- | ------------------------- | ---------------------- | --------------------- | -------------------------- | ---------------- |
| Bianca Del Carretto                                                      | Värja, individuellt   | Bye               | Heidemann (GER) L 13–14     | Gick inte vidare          | Gick inte vidare       | Gick inte vidare      | Gick inte vidare           | Gick inte vidare |
| Rossella Fiamingo                                                        | Värja, individuellt   | Bye               | Nakano (JPN) W 15–11        | Lawrence (USA) W 15–7     | Sun Yj (CHN) L 14–15   | Gick inte vidare      | Gick inte vidare           | Gick inte vidare |
| Mara Navarria                                                            | Värja, individuellt   | Bye               | Lawrence (USA) L 12–15      | Gick inte vidare          | Gick inte vidare       | Gick inte vidare      | Gick inte vidare           | Gick inte vidare |
| Bianca Del Carretto Rossella Fiamingo Mara Navarria Nathalie Moellhausen | Värja, lag            | i.u.              | i.u.                        | i.u.                      | USA L 35-45            | Gick inte vidare      | Gick inte vidare           | Gick inte vidare |
| Elisa Di Francisca                                                       | Florett, individuellt | Bye               | Shaito (LIB) W 15–2         | Golubytskyi (GER) W 15–9  | Sugawara (JPN) W 15–9  | Nam H-H (KOR) W 11–10 | Errigo (ITA) W 12-11       | 1                |
| Arianna Errigo                                                           | Florett, individuellt | Bye               | Fuenmayor (VEN) W 15–4      | Gafurzianova (RUS) W 15–7 | Kiefer (USA) W 15–10   | Vezzali (ITA) W 15–12 | Di Francisca (ITA) L 11-12 | 2                |
| Valentina Vezzali                                                        | Florett, individuellt | Bye               | Nishioka (JPN) W 15–8       | Chen Jy (CHN) W 15–6      | Boubakri (TUN) W 15–7  | Errigo (ITA) L 12–15  | Nam (KOR) W 13-12          | 3                |
| Elisa Di Francisca Arianna Errigo Valentina Vezzali Ilaria Salvatori     | Florett, lag          | i.u.              | i.u.                        | i.u.                      | Storbritannien W 42–14 | Frankrike W 45–22     | Ryssland W 45–31           | 1                |
| Gioia Marzocca                                                           | Sabel, individuellt   | i.u.              | Perez Maurice (ARG) W 15–10 | Kim J-Y (KOR) L 7–15      | Gick inte vidare       | Gick inte vidare      | Gick inte vidare           | Gick inte vidare |
| Irene Vecchi                                                             | Sabel, individuellt   | i.u.              | Williams (GBR) W 15–6       | Chen Xd (CHN) W 15–10     | Charlan (UKR) L 9–15   | Gick inte vidare      | Gick inte vidare           | Gick inte vidare |

## Gymnastik
- Huvudartikel: Gymnastik vid olympiska sommarspelen 2012

### Artistisk
Herrar
Lag
| Idrottare         | Gren     | Kval    | Kval     | Kval     | Kval    | Kval    | Kval    | Kval    | Kval      | Final            | Final            | Final            | Final            | Final            | Final            | Final            | Final            |
| Idrottare         | Gren     | Redskap | Redskap  | Redskap  | Redskap | Redskap | Redskap | Totalt  | Placering | Redskap          | Redskap          | Redskap          | Redskap          | Redskap          | Redskap          | Totalt           | Placering        |
| Idrottare         | Gren     | F       | PH       | R        | V       | PB      | HB      | Totalt  | Placering | F                | PH               | R                | V                | PB               | HB               | Totalt           | Placering        |
| ----------------- | -------- | ------- | -------- | -------- | ------- | ------- | ------- | ------- | --------- | ---------------- | ---------------- | ---------------- | ---------------- | ---------------- | ---------------- | ---------------- | ---------------- |
| Matteo Angioletti | Mångkamp | 14.033  | i.u.     | 15.066   | 15.566  | i.u.    | i.u.    | i.u.    | i.u.      | Gick inte vidare | Gick inte vidare | Gick inte vidare | Gick inte vidare | Gick inte vidare | Gick inte vidare | Gick inte vidare | Gick inte vidare |
| Alberto Busnari   | Mångkamp | i.u.    | 15.058 Q | i.u.     | i.u.    | 13.766  | 12.100  | i.u.    | i.u.      | Gick inte vidare | Gick inte vidare | Gick inte vidare | Gick inte vidare | Gick inte vidare | Gick inte vidare | Gick inte vidare | Gick inte vidare |
| Matteo Morandi    | Mångkamp | 14.133  | 0.000    | 15.766 Q | 15.633  | 14.500  | 0.000   | 60.032  | 41        | Gick inte vidare | Gick inte vidare | Gick inte vidare | Gick inte vidare | Gick inte vidare | Gick inte vidare | Gick inte vidare | Gick inte vidare |
| Paolo Ottavi      | Mångkamp | 14.266  | 13.700   | 14.866   | 14.933  | 14.500  | 14.066  | 86.331  | 24 Q      | Gick inte vidare | Gick inte vidare | Gick inte vidare | Gick inte vidare | Gick inte vidare | Gick inte vidare | Gick inte vidare | Gick inte vidare |
| Enrico Pozzo      | Mångkamp | 14.766  | 13.633   | 14.033   | 15.600  | 14.366  | 14.500  | 86.698  | 21 Q      | Gick inte vidare | Gick inte vidare | Gick inte vidare | Gick inte vidare | Gick inte vidare | Gick inte vidare | Gick inte vidare | Gick inte vidare |
| Totalt            | Mångkamp | 43.165  | 42.391   | 45.698   | 46.799  | 43.366  | 40.666  | 262.085 | 11        | Gick inte vidare | Gick inte vidare | Gick inte vidare | Gick inte vidare | Gick inte vidare | Gick inte vidare | Gick inte vidare | Gick inte vidare |

Individuella finaler
| Gymnast         | Gren      | Redskap | Redskap | Redskap | Redskap | Redskap | Redskap | Totalt | Placering |
| Gymnast         | Gren      | F       | PH      | R       | V       | PB      | HB      | Totalt | Placering |
| --------------- | --------- | ------- | ------- | ------- | ------- | ------- | ------- | ------ | --------- |
| Alberto Busnari | Bygelhäst | i.u.    | 15.400  | i.u.    | i.u.    | i.u.    | i.u.    | 15.400 | 4         |
| Matteo Morandi  | Ringar    | i.u.    | i.u.    | 15.733  | i.u.    | i.u.    | i.u.    | 15.733 | 3         |
| Paolo Ottavi    | Mångkamp  | 12.466  | 14.033  | 15.016  | 15.000  | 14.100  | 14.033  | 84.648 | 22        |
| Enrico Pozzo    | Mångkamp  | 14.700  | 13.900  | 14.000  | 15.466  | 14.533  | 14.433  | 87.032 | 18        |

Damer
Lag
| Idrottare           | Gren          | Kval     | Kval    | Kval    | Kval    | Kval    | Kval      | Final   | Final   | Final   | Final   | Final   | Final     |
| Idrottare           | Gren          | Redskap  | Redskap | Redskap | Redskap | Totalt  | Placering | Redskap | Redskap | Redskap | Redskap | Totalt  | Placering |
| Idrottare           | Gren          | F        | V       | UB      | BB      | Totalt  | Placering | F       | V       | UB      | BB      | Totalt  | Placering |
| ------------------- | ------------- | -------- | ------- | ------- | ------- | ------- | --------- | ------- | ------- | ------- | ------- | ------- | --------- |
| Giorgia Campana     | Mångkamp, lag | i.u.     | i.u.    | 12.766  | i.u.    | i.u.    | i.u.      | i.u.    | 13.900  | i.u.    | i.u.    | i.u.    | i.u.      |
| Erika Fasana        | Mångkamp, lag | 14.033   | 14.000  | 13.666  | 12.266  | 53.965  | 30        | 13.733  | 13.600  | 14.233  | i.u.    | i.u.    | i.u.      |
| Carlotta Ferlito    | Mångkamp, lag | 13.900   | 14.100  | 13.075  | 14.425  | 55.500  | 20 Q      | 14.300  | i.u.    | 14.100  | 14.366  | i.u.    | i.u.      |
| Vanessa Ferrari     | Mångkamp, lag | 14.900 Q | 14.366  | 14.233  | 14.433  | 57.932  | 7 Q       | 14.333  | 14.166  | 13.566  | 14.800  | i.u.    | i.u.      |
| Elisabetta Preziosa | Mångkamp, lag | 13.300   | 13.733  | i.u.    | 13.266  | i.u.    | i.u.      | i.u.    | i.u.    | i.u.    | 12.833  | i.u.    | i.u.      |
| Totalt              | Mångkamp, lag | 42.833   | 42.466  | 40.974  | 42.124  | 168.397 | 7 Q       | 42.366  | 41.666  | 41.899  | 41.999  | 167.930 | 7         |

Individuella finaler
| Gymnast          | Gren       | Redskap | Redskap | Redskap | Redskap | Totalt | Placering |
| Gymnast          | Gren       | F       | V       | UB      | BB      | Totalt | Placering |
| ---------------- | ---------- | ------- | ------- | ------- | ------- | ------ | --------- |
| Carlotta Ferlito | Mångkamp   | 12.733  | 14.166  | 13.433  | 14.766  | 55.098 | 21        |
| Vanessa Ferrari  | Mångkamp   | 14.866  | 14.600  | 14.033  | 14.500  | 57.999 | 8         |
| Vanessa Ferrari  | Fristående | 14.900  | i.u.    | i.u.    | i.u.    | 14.900 | 4         |

### Rytmisk
| Idrottare          | Gren         | Kval   | Kval     | Kval   | Kval   | Kval    | Kval      | Final            | Final            | Final            | Final            | Final            | Final            |
| Idrottare          | Gren         | Boll   | Tunnband | Käglor | Band   | Totalt  | Placering | Boll             | Tunnband         | Käglor           | Band             | Totalt           | Placering        |
| ------------------ | ------------ | ------ | -------- | ------ | ------ | ------- | --------- | ---------------- | ---------------- | ---------------- | ---------------- | ---------------- | ---------------- |
| Julieta Cantaluppi | Individuellt | 25.200 | 26.675   | 26.850 | 26.550 | 105.275 | 16        | Gick inte vidare | Gick inte vidare | Gick inte vidare | Gick inte vidare | Gick inte vidare | Gick inte vidare |

| Idrottare                                                                                      | Gren  | Kval   | Kval              | Kval   | Kval      | Final    | Final             | Final  | Final     |
| Idrottare                                                                                      | Gren  | 5 rep  | 3 band 2 tunnband | Totalt | Placering | 5 bollar | 3 band 2 tunnband | Totalt | Placering |
| ---------------------------------------------------------------------------------------------- | ----- | ------ | ----------------- | ------ | --------- | -------- | ----------------- | ------ | --------- |
| Elisa Blanchi Romina Laurito Marta Pagnini Elisa Santoni Anzhelika Savrayuk Andreea Stefanescu | Trupp | 28.100 | 27.700            | 55.800 | 2 Q       | 28.125   | 27.325            | 55.450 | 3         |

### Trampolin
| Idrottare      | Gren   | Kval    | Kval      | Final            | Final            |
| Idrottare      | Gren   | Poäng   | Placering | Poäng            | Placering        |
| -------------- | ------ | ------- | --------- | ---------------- | ---------------- |
| Flavio Cannone | Herrar | 104.170 | 11        | Gick inte vidare | Gick inte vidare |

## Judo
Herrar
| Idrottare         | Gren                     | 32-delsfinal               | Sextondelsfinal             | Åttondelsfinal             | Kvartsfinal               | Semifinal                 | Återkval             | Bronsmatch                | Final                | Final            |
| Idrottare         | Gren                     | Motståndare Resultat       | Motståndare Resultat        | Motståndare Resultat       | Motståndare Resultat      | Motståndare Resultat      | Motståndare Resultat | Motståndare Resultat      | Motståndare Resultat | Placering        |
| ----------------- | ------------------------ | -------------------------- | --------------------------- | -------------------------- | ------------------------- | ------------------------- | -------------------- | ------------------------- | -------------------- | ---------------- |
| Elio Verde        | Extra lättvikt (-60 kg)  | Postigos (PER) W 0100–0001 | Zantaraia (UKR) W 0001–0000 | Castillo (MEX) W 0101–0001 | Davtyan (ARM) W 0001–0000 | Hiraoka (JPN) L 0000–0110 | Bye                  | Kitadai (BRA) L 0000–0011 | Gick inte vidare     | 5                |
| Francesco Faraldo | Halv lättvikt (-66 kg)   | Uriarte (ESP) L 0000–0100  | Gick inte vidare            | Gick inte vidare           | Gick inte vidare          | Gick inte vidare          | Gick inte vidare     | Gick inte vidare          | Gick inte vidare     | Gick inte vidare |
| Antonio Ciano     | Halv mellanvikt (-81 kg) | Bye                        | Bischof (GER) L 0000–0101   | Gick inte vidare           | Gick inte vidare          | Gick inte vidare          | Gick inte vidare     | Gick inte vidare          | Gick inte vidare     | Gick inte vidare |
| Roberto Meloni    | Mellanvikt (-90 kg)      | i.u.                       | Sobirov (TJK) W 0101–0013   | Camilo (BRA) L 0001–1011   | Gick inte vidare          | Gick inte vidare          | Gick inte vidare     | Gick inte vidare          | Gick inte vidare     | Gick inte vidare |

Damer
| Idrottare          | Gren                     | Sextondelsfinal             | Åttondelsfinal             | Kvartsfinal                 | Semifinal                | Återkval                    | Bronsmatch               | Final                | Final            |
| Idrottare          | Gren                     | Motståndare Resultat        | Motståndare Resultat       | Motståndare Resultat        | Motståndare Resultat     | Motståndare Resultat        | Motståndare Resultat     | Motståndare Resultat | Placering        |
| ------------------ | ------------------------ | --------------------------- | -------------------------- | --------------------------- | ------------------------ | --------------------------- | ------------------------ | -------------------- | ---------------- |
| Elena Moretti      | Extra lättvikt (-48 kg)  | Bye                         | Pareto (ARG) L 0000–0001   | Gick inte vidare            | Gick inte vidare         | Gick inte vidare            | Gick inte vidare         | Gick inte vidare     | Gick inte vidare |
| Rosalba Forciniti  | Halv lättvikt (-52 kg)   | Bye                         | Tarangul (GER) W 0010–0002 | Kim K-O (KOR) W 0001–0001   | An K-A (PRK) L 0000–0101 | Bye                         | Müller (LUX) W 0000–0001 | Gick inte vidare     | 3                |
| Giulia Quintavalle | Lättvikt (-57 kg)        | Bye                         | Kim J-D (KOR) W 1011–0002  | Matsumoto (JPN) L 0001–0010 | Gick inte vidare         | Filzmoser (AUT) W 0100–0001 | Malloy (USA) L 0001–0100 | Gick inte vidare     | 5                |
| Edwige Gwend       | Halv mellanvikt (-63 kg) | Bye                         | Xu L (CHN) L 0002–0211     | Gick inte vidare            | Gick inte vidare         | Gick inte vidare            | Gick inte vidare         | Gick inte vidare     | Gick inte vidare |
| Erica Barbieri     | Mellanvikt (-70 kg)      | Hwang Y-S (KOR) L 0001–0102 | Gick inte vidare           | Gick inte vidare            | Gick inte vidare         | Gick inte vidare            | Gick inte vidare         | Gick inte vidare     | Gick inte vidare |

## Kanotsport
Slalom
| Kanotist                         | Gren                | Omgång 1 | Omgång 1  | Omgång 1 | Omgång 1  | Omgång 1 | Omgång 1  | Semifinal        | Semifinal        | Final            | Final            |
| Kanotist                         | Gren                | Omgång 1 | Placering | Omgång 2 | Placering | Bästa    | Placering | Tid              | Placering        | Tid              | Placering        |
| -------------------------------- | ------------------- | -------- | --------- | -------- | --------- | -------- | --------- | ---------------- | ---------------- | ---------------- | ---------------- |
| Stefano Cipressi                 | Herrarnas C1 slalom | 96.40    | 9         | 99.74    | 11        | 96.40    | 13        | Gick inte vidare | Gick inte vidare | Gick inte vidare | Gick inte vidare |
| Daniele Molmenti                 | Herrarnas K1 slalom | 91.40    | 10        | 88.68    | 8         | 88.68    | 9 Q       | 96.37            | 3 Q              | 93.43            | 1                |
| Pietro Camporesi Niccolò Ferrari | Herrarnas C2 slalom | 120.64   | 14        | 111.55   | 10        | 111.55   | 13        | Gick inte vidare | Gick inte vidare | Gick inte vidare | Gick inte vidare |
| Maria Clara Giai Pron            | Damernas K1 slalom  | 99.66    | 2         | 112.65   | 15        | 99.66    | 3 Q       | 176.61           | 15               | Gick inte vidare | Gick inte vidare |

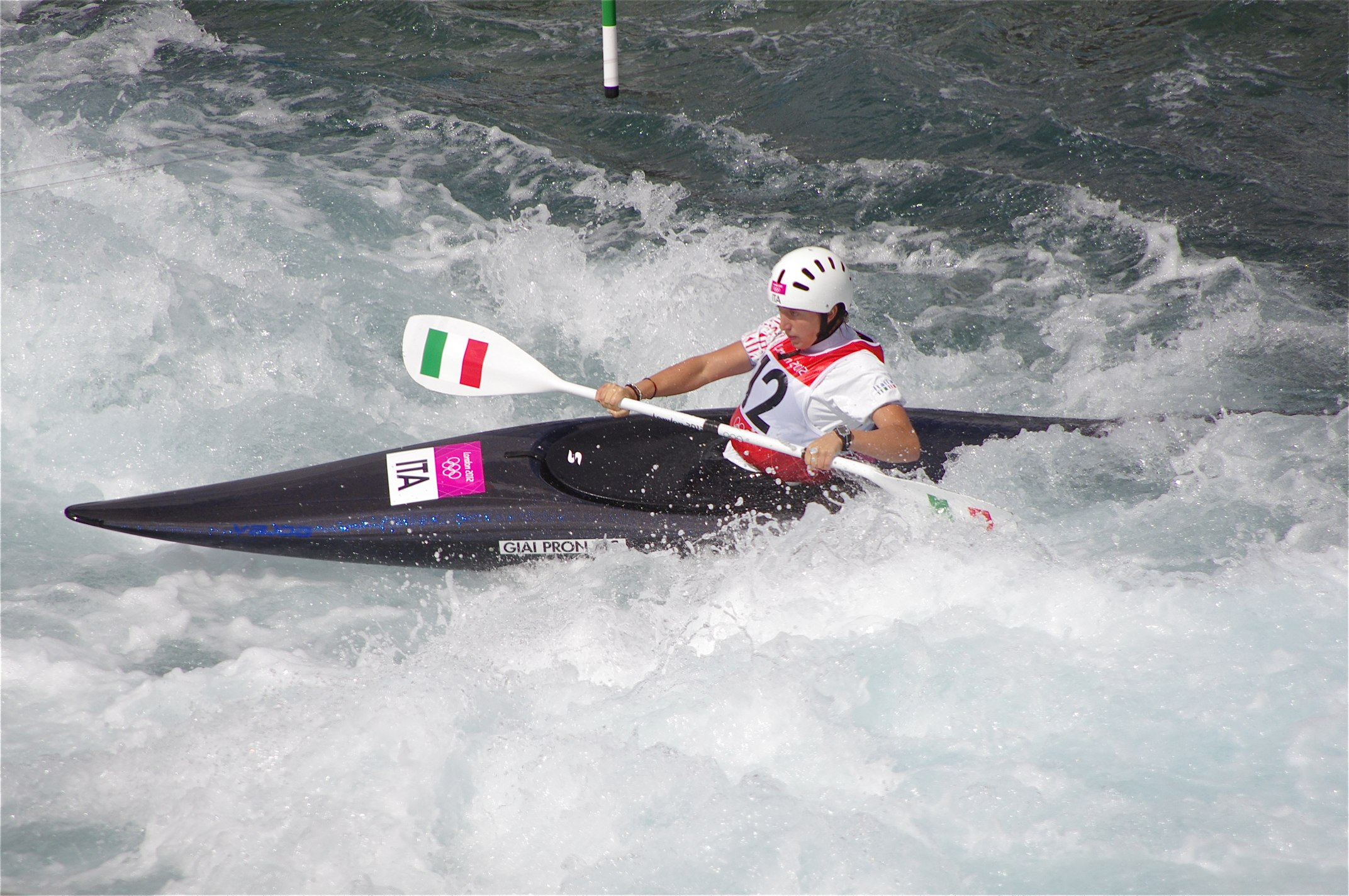
Maria Clara Giai Pron i damernas K-1 semifinal

Sprint
| Kanotist           | Gren                | Heat     | Heat      | Semifinal        | Semifinal        | Final            | Final            |
| Kanotist           | Gren                | Tid      | Placering | Tid              | Placering        | Tid              | Placering        |
| ------------------ | ------------------- | -------- | --------- | ---------------- | ---------------- | ---------------- | ---------------- |
| Maximilian Benassi | Herrarnas K1 1000 m | 3:35.543 | 7         | Gick inte vidare | Gick inte vidare | Gick inte vidare | Gick inte vidare |
| Josefa Idem        | Damernas K1 500 m   | 1:55.619 | 3 Q       | 1:52.232         | 1 FA             | 1:53.223         | 5                |
| Norma Murabito     | Damernas K1 200 m   | 43.820   | 7         | Gick inte vidare | Gick inte vidare | Gick inte vidare | Gick inte vidare |

## Konstsim
| Idrottare                        | Gren           | Teknisk rutin | Teknisk rutin | Fri rutin (inledande) | Fri rutin (inledande)  | Fri rutin (inledande) | Fri rutin (final) | Fri rutin (final)      | Fri rutin (final) |
| Idrottare                        | Gren           | Poäng         | Placering     | Poäng                 | Totalt (teknisk + fri) | Placering             | Placering         | Totalt (teknisk + fri) | Placering         |
| -------------------------------- | -------------- | ------------- | ------------- | --------------------- | ---------------------- | --------------------- | ----------------- | ---------------------- | ----------------- |
| Giulia Lapi Mariangela Perrupato | Damernas duett | 90.700        | 7             | 90.740                | 181.440                | 7 Q                   | 90.720            | 181.420                | 7                 |

## Modern femkamp
| Idrottare        | Gren   | Fäktning (värja) | Fäktning (värja) | Fäktning (värja) | Simning (200 m frisim) | Simning (200 m frisim) | Simning (200 m frisim) | Ridsport (hästhoppning) | Ridsport (hästhoppning) | Ridsport (hästhoppning) | Kombinerat: skytte/löpning (10 m luftpistol)/(3000 m) | Kombinerat: skytte/löpning (10 m luftpistol)/(3000 m) | Kombinerat: skytte/löpning (10 m luftpistol)/(3000 m) | Totalpoäng | Slutpoäng |
| Idrottare        | Gren   | Resultat         | Placering        | MF-poäng         | Tid                    | Placering              | MF-poäng               | Straff                  | Placering               | MF-poäng                | Tid                                                   | Placering                                             | MF-poäng                                              | Totalpoäng | Slutpoäng |
| ---------------- | ------ | ---------------- | ---------------- | ---------------- | ---------------------- | ---------------------- | ---------------------- | ----------------------- | ----------------------- | ----------------------- | ----------------------------------------------------- | ----------------------------------------------------- | ----------------------------------------------------- | ---------- | --------- |
| Nicola Benedetti | Herrar | 17–18            | =13              | 808              | 2:18,47                | 36                     | 1140                   | 116                     | 26                      | 1084                    | 10:16,92                                              | 1                                                     | 2536 OR                                               | 5568       | 20        |
| Riccardo de Luca | Herrar | 16–19            | =20              | 784              | 2:08,29                | 24                     | 1264                   | 0                       | 3                       | 1200                    | 10:32,34                                              | 5                                                     | 2472                                                  | 5720       | 9         |
| Claudia Cesarini | Damer  | 15–20            | =25              | 760              | 2:22,77                | 29                     | 1088                   | 156                     | 30                      | 1044                    | 12:25,66                                              | 19                                                    | 2020                                                  | 4912       | 25        |
| Sabrina Crognale | Damer  | 20–15            | =8               | 880              | 2:24,24                | 30                     | 1072                   | 78                      | 18                      | 1128                    | 13:27,22                                              | 33                                                    | 1772                                                  | 4852       | 27        |

## Ridsport

### Dressyr
| Ryttare          | Häst               | Grand Prix | Grand Prix | Grand Prix Special | Grand Prix Special | Grand Prix Freestyle | Grand Prix Freestyle | Placering |
| Ryttare          | Häst               | Poäng      | Placering  | Poäng              | Placering          | Poäng                | Placering            | Placering |
| ---------------- | ------------------ | ---------- | ---------- | ------------------ | ------------------ | -------------------- | -------------------- | --------- |
| Valentina Truppa | Eremo del Castegno | 75,79      | 9          | 73,127             | 18                 | 78,214               | 15                   | 15        |

### Fälttävlan
| Tävlande            | Häst                      | Gren        | Dressyr | Dressyr   | Terrängbana | Terrängbana | Hoppning | Hoppning  | Hoppning | Hoppning  | Totalt | Totalt    |
| Tävlande            | Häst                      | Gren        | Dressyr | Dressyr   | Terrängbana | Terrängbana | Kval     | Kval      | Final    | Final     | Totalt | Totalt    |
| Tävlande            | Häst                      | Gren        | Straff  | Placering | Straff      | Placering   | Straff   | Placering | Straff   | Placering | Straff | Placering |
| ------------------- | ------------------------- | ----------- | ------- | --------- | ----------- | ----------- | -------- | --------- | -------- | --------- | ------ | --------- |
| Vittoria Panizzoni  | Borough Pennyz            | Individuell | 53,5    | 46        | 0           | 22          | 1        | 15        | 0        | 11        | 54,5   | 11        |
| Stefano Brecciaroli | Apollo WD Wendi Kurt Hoev | Individuell | 38,5    | 2         | 11,6        | 16          | 11       | 25        | 8        | 19        | 69,1   | 19        |

## Rodd
Herrar
| Idrottare                                                          | Gren                        | Heat    | Heat      | Återkval | Återkval  | Semifinal | Semifinal | Final   | Final     | Final |
| Idrottare                                                          | Gren                        | Tid     | Placering | Tid      | Placering | Tid       | Placering | Tid     | Placering |       |
| ------------------------------------------------------------------ | --------------------------- | ------- | --------- | -------- | --------- | --------- | --------- | ------- | --------- | ----- |
| Lorenzo Carboncini Niccolo Mornati                                 | Tvåa utan styrman           | 6:18,33 | 2 SA/B    | Bye      | Bye       | 6:55,82   | 2 FA      | 6:26,17 | 4         |       |
| Romano Battisti Alessio Sartori                                    | Dubbelsculler               | 6:18,50 | 2 SA/B    | Bye      | Bye       | 6:20,68   | 2 FA      | 6:32,80 | 2         |       |
| Elia Luini Pietro Ruta                                             | Lättvikts-dubbelsculler     | 6:35,72 | 1 SA/B    | Bye      | Bye       | 6:41,17   | 5 FB      | 6:29,92 | 7         |       |
| Luca Agamennoni Vincenzo Capelli Mario Paonessa Simone Venier      | Fyra utan styrman           | 6:02,01 | 4 R       | 6:04,27  | 3 SA/B    | 6:05,00   | 4 FB      | 6:09,42 | 8         |       |
| Francesco Fossi Pierpaolo Frattini Simone Raineri Matteo Stefanini | Scullerfyra                 | 6:08,99 | 5 R       | 5:44,57  | 2 SA/B    | 6:18,96   | 6 FB      | 6:02,57 | 11        |       |
| Andrea Caianiello Daniele Danesin Martino Goretti Marcello Miani   | Lättvikts-fyra utan styrman | 5:56,71 | 4 R       | 6:01,66  | 2 SA/B    | 6:08,44   | 5 FB      | 6:14,63 | 12        |       |

Damer
| Idrottare                     | Gren              | Heat    | Heat      | Återkval | Återkval  | Final   | Final     | Final |
| Idrottare                     | Gren              | Tid     | Placering | Tid      | Placering | Tid     | Placering |       |
| ----------------------------- | ----------------- | ------- | --------- | -------- | --------- | ------- | --------- | ----- |
| Sara Bertolasi Claudia Wurzel | Tvåa utan styrman | 7:21,44 | 5 R       | 7:18,14  | 4 FB      | 8:06,14 | 10        |       |

## Segling
Herrar
| Seglare                         | Gren      | Lopp | Lopp | Lopp | Lopp | Lopp | Lopp | Lopp | Lopp | Lopp | Lopp | Lopp | Summerad poäng | Finalplacering |
| Seglare                         | Gren      | 1    | 2    | 3    | 4    | 5    | 6    | 7    | 8    | 9    | 10   | M*   | Summerad poäng | Finalplacering |
| ------------------------------- | --------- | ---- | ---- | ---- | ---- | ---- | ---- | ---- | ---- | ---- | ---- | ---- | -------------- | -------------- |
| Federico Esposito               | RS:X      | 31   | 30   | 33   | 31   | 32   | 36   | 33   | 35   | 29   | 15   | EL   | 269            | 34             |
| Michele Regolo                  | Laser     | 31   | 35   | 46   | 10   | 21   | 32   | 45   | 35   | 43   | 30   | EL   | 280            | 35             |
| Filippo Maria Baldassari        | Finnjolle | 20   | 22   | 24   | 21   | 14   | 21   | 17   | 18   | 18   | 13   | EL   | 164            | 22             |
| Gabrio Zandonà Pietro Zucchetti | 470       | 6    | 26   | 1    | 8    | 6    | 14   | 8    | 4    | 11   | 3    | 12   | 72             | 4              |

M = Medaljlopp; EL = Eliminerad – gick inte vidare till medaljloppet;
Damer
| Seglare                     | Gren         | Lopp | Lopp | Lopp | Lopp | Lopp | Lopp | Lopp | Lopp | Lopp | Lopp | Lopp | Summerad poäng | Finalplacering |
| Seglare                     | Gren         | 1    | 2    | 3    | 4    | 5    | 6    | 7    | 8    | 9    | 10   | M*   | Summerad poäng | Finalplacering |
| --------------------------- | ------------ | ---- | ---- | ---- | ---- | ---- | ---- | ---- | ---- | ---- | ---- | ---- | -------------- | -------------- |
| Alessandra Sensini          | RS:X         | 12   | 9    | 11   | 8    | 11   | 9    | 6    | 6    | 10   | 9    | 16   | 95             | 9              |
| Francesca Clapcich          | Laser radial | 20   | 16   | 24   | 7    | 9    | 27   | 18   | 25   | 21   | 19   | EL   | 159            | 19             |
| Giulia Conti Giovanna Micol | 470          | 8    | 11   | 18   | 2    | 3    | 1    | 16   | 17   | 6    | 7    | 4    | 73             | 5              |

M = Medaljlopp; EL = Eliminerad – gick inte vidare till medaljloppet;
Öppen
| Seglare                               | Gren | Lopp | Lopp | Lopp | Lopp | Lopp | Lopp | Lopp | Lopp | Lopp | Lopp | Lopp | Lopp | Lopp | Lopp | Lopp | Lopp | Summerad poäng | Finalplacering |
| Seglare                               | Gren | 1    | 2    | 3    | 4    | 5    | 6    | 7    | 8    | 9    | 10   | 11   | 12   | 13   | 14   | 15   | M*   | Summerad poäng | Finalplacering |
| ------------------------------------- | ---- | ---- | ---- | ---- | ---- | ---- | ---- | ---- | ---- | ---- | ---- | ---- | ---- | ---- | ---- | ---- | ---- | -------------- | -------------- |
| Giuseppe Angilella Gianfranco Sibello | 49er | 14   | 11   | 13   | 10   | 11   | 7    | 8    | 12   | 15   | 3    | 13   | 18   | 9    | 5    | 1    | 16   | 148            | 9              |

M = Medaljlopp; EL = Eliminerad – gick inte vidare till medaljloppet;

## Simhopp
Herrar
| Idrottare           | Gren | Kval   | Kval      | Semifinal        | Semifinal        | Final            | Final            |
| Idrottare           | Gren | Poäng  | Placering | Poäng            | Placering        | Poäng            | Placering        |
| ------------------- | ---- | ------ | --------- | ---------------- | ---------------- | ---------------- | ---------------- |
| Michele Benedetti   | 3 m  | 433,05 | 20        | Gick inte vidare | Gick inte vidare | Gick inte vidare | Gick inte vidare |
| Tommaso Rinaldi     | 3 m  | 400,00 | 24        | Gick inte vidare | Gick inte vidare | Gick inte vidare | Gick inte vidare |
| Andrea Chiarabini   | 10 m | 367,75 | 28        | Gick inte vidare | Gick inte vidare | Gick inte vidare | Gick inte vidare |
| Francesco Dell'Uomo | 10 m | 370,25 | 27        | Gick inte vidare | Gick inte vidare | Gick inte vidare | Gick inte vidare |

Damer
| Idrottare                        | Gren            | Kval   | Kval      | Semifinal        | Semifinal        | Final            | Final            |
| Idrottare                        | Gren            | Poäng  | Placering | Poäng            | Placering        | Poäng            | Placering        |
| -------------------------------- | --------------- | ------ | --------- | ---------------- | ---------------- | ---------------- | ---------------- |
| Tania Cagnotto                   | 3 m             | 349,80 | 3 Q       | 362,10           | 2 Q              | 362,20           | 4                |
| Francesca Dallapè                | 3 m             | 311,25 | 13 Q      | 312,60           | 15               | Gick inte vidare | Gick inte vidare |
| Noemi Batki                      | 10 m            | 324,20 | 12 Q      | 325,45           | 10 Q             | 350,05           | 8                |
| Brenda Spaziani                  | 10 m            | 268,00 | 23        | Gick inte vidare | Gick inte vidare | Gick inte vidare | Gick inte vidare |
| Tania Cagnotto Francesca Dallapè | 3 m parhoppning | i.u.   | i.u.      | i.u.             | i.u.             | 314,10           | 4                |

## Taekwondo
| Idrottare       | Gren             | Åttondelsfinaler     | Kvartsfinaler          | Semifinaer           | Återkval             | Bronsmatch           | Final                 | Final     |
| Idrottare       | Gren             | Motståndare Resultat | Motståndare Resultat   | Motståndare Resultat | Motståndare Resultat | Motståndare Resultat | Motståndare Resultat  | Placering |
| --------------- | ---------------- | -------------------- | ---------------------- | -------------------- | -------------------- | -------------------- | --------------------- | --------- |
| Mauro Sarmiento | Herrarnas −80 kg | Abduraim (KGZ) W 5–1 | Azizov (AZE) W 2–1     | García (ESP) L 1–2   | Bye                  | Bahave (AFG) W 4–0   | Gick inte vidare      | 3         |
| Carlo Molfetta  | Herrarnas +80 kg | Gulov (TJK) W 7–3    | Liu Xb (CHN) W 6–5 SDP | Keita (MLI) W 6–4    | Bye                  | Bye                  | Obame (GAB) W 9–9 SUP | 1         |

## Tennis
Herrar
| Spelare                         | Gren       | Omgång 1                            | Omgång 2                                      | Åttondelsfinaler  | Kvartsfinaler     | Semifinaler       | Final / BM        | Final / BM       |
| Spelare                         | Gren       | Motståndare Poäng                   | Motståndare Poäng                             | Motståndare Poäng | Motståndare Poäng | Motståndare Poäng | Motståndare Poäng | Placering        |
| ------------------------------- | ---------- | ----------------------------------- | --------------------------------------------- | ----------------- | ----------------- | ----------------- | ----------------- | ---------------- |
| Fabio Fognini                   | Herrsingel | Djokovic (SRB) L 7–6(9–7), 2–6, 2–6 | Did not advance                               | Did not advance   | Did not advance   | Did not advance   | Did not advance   | Did not advance  |
| Andreas Seppi                   | Herrsingel | Young (USA) W 6–4, 6–4              | del Potro (ARG) L 3–6, 6–7(2–7)               | Gick inte vidare  | Gick inte vidare  | Gick inte vidare  | Gick inte vidare  | Gick inte vidare |
| Daniele Bracciali Andreas Seppi | Herrdubbel | i.u.                                | Berdych / Štěpánek (CZE) L 6–4, 6–7(5–7), 4-6 | Gick inte vidare  | Gick inte vidare  | Gick inte vidare  | Gick inte vidare  | Gick inte vidare |

Damer
| Spelare                             | Gren      | Omgång 1                         | Omgång 2                                                | Åttondelsfinaler                          | Kvartsfinaler                              | Semifinaler       | Final / BM        | Final / BM       |
| Spelare                             | Gren      | Motståndare Poäng                | Motståndare Poäng                                       | Motståndare Poäng                         | Motståndare Poäng                          | Motståndare Poäng | Motståndare Poäng | Placering        |
| ----------------------------------- | --------- | -------------------------------- | ------------------------------------------------------- | ----------------------------------------- | ------------------------------------------ | ----------------- | ----------------- | ---------------- |
| Sara Errani                         | Damsingel | V. Williams (USA) L 3–6, 1–6     | Gick inte vidare                                        | Gick inte vidare                          | Gick inte vidare                           | Gick inte vidare  | Gick inte vidare  | Gick inte vidare |
| Flavia Pennetta                     | Damsingel | Cîrstea (ROU) W 6–2, 4–6, 6–2    | Pironkova (BUL) W 7–5, 6–1                              | Kvitová (CZE) L 3–6, 0–6                  | Gick inte vidare                           | Gick inte vidare  | Gick inte vidare  | Gick inte vidare |
| Francesca Schiavone                 | Damsingel | Zakopalová (CZE) W 6–3, 3–6, 6–4 | Zvonareva (RUS) L 3–6, 3–6                              | Gick inte vidare                          | Gick inte vidare                           | Gick inte vidare  | Gick inte vidare  | Gick inte vidare |
| Roberta Vinci                       | Damsingel | Clijsters (BEL) L 1–6, 4–6       | Gick inte vidare                                        | Gick inte vidare                          | Gick inte vidare                           | Gick inte vidare  | Gick inte vidare  | Gick inte vidare |
| Sara Errani Roberta Vinci           | Damdubbel | i.u.                             | Cetkovská / Šafářová (CZE) W 6–2, 6–3                   | Klepač / Srebotnik (SLO) W 7–5, 4–6, 6–4  | S. Williams / V. Williams (USA) L 1–6, 1–6 | Gick inte vidare  | Gick inte vidare  | Gick inte vidare |
| Flavia Pennetta Francesca Schiavone | Damdubbel | i.u.                             | Medina Garrigues / Parra Santonja (ESP) W 7–6(7–4), 6–4 | Chuang / Hsieh (TPE) L 7–6(7–3), 5–7, 4–6 | Gick inte vidare                           | Gick inte vidare  | Gick inte vidare  | Gick inte vidare |

Mixed
| Spelare                         | Gren        | Åttondelsfinaler                             | Kvartsfinaler                             | Semifinaler       | Final / BM        | Final / BM       |
| Spelare                         | Gren        | Motståndare Poäng                            | Motståndare Poäng                         | Motståndare Poäng | Motståndare Poäng | Placering        |
| ------------------------------- | ----------- | -------------------------------------------- | ----------------------------------------- | ----------------- | ----------------- | ---------------- |
| Sara Errani Andreas Seppi       | Mixeddubbel | Raymond / M Bryan (USA) L 5–7, 3–6           | Gick inte vidare                          | Gick inte vidare  | Gick inte vidare  | Gick inte vidare |
| Roberta Vinci Daniele Bracciali | Mixeddubbel | Arvidsson / Lindstedt (SWE) W 6–3, 4–6, 10–8 | Lisicki / Kas (GER) L 6–4, 6–7(2–7), 7–10 | Gick inte vidare  | Gick inte vidare  | Gick inte vidare |

## Triathlon
| Triathlet          | Gren                | Simning (1,5 km) | Trans 1 | Cykling (40 km) | Trans 2 | Löpning (10 km) | Total tid | Placering |
| ------------------ | ------------------- | ---------------- | ------- | --------------- | ------- | --------------- | --------- | --------- |
| Alessandro Fabian  | Herrarnas triathlon | 17:01            | 0:41    | 59:10           | 0:28    | 30:43           | 1:48:03   | 10        |
| Davide Uccellari   | Herrarnas triathlon | 18:26            | 0:44    | 59:16           | 0:30    | 31:13           | 1:50:09   | 29        |
| Annamaria Mazzetti | Damernas triathlon  | 19:25            | 0:40    | 1:11:09         | 0:35    | 37:19           | 2:09:08   | 46        |